# U-578
| U-578 | U-578 | U-578 |
| --- | --- | --- |
| U 578 | | |
| | | |
| Зображення підводного човна підтипу VIIC                                                                     | | |
| Верф | Blohm + Voss, Гамбург                                                                                              | Blohm + Voss, Гамбург                                                                                              |
| Під прапором                                                                                                 | Третій Рейх | Третій Рейх |
| Належність                                                                                                   | Крігсмаріне | Крігсмаріне |
| Порт приписки                                                                                                | Кіль, Сен-Назер | Кіль, Сен-Назер |
| Замовлення                                                                                                   | 8 січня 1940 | 8 січня 1940 |
| Закладений                                                                                                   | 1 серпня 1940 | 1 серпня 1940 |
| Спуск на воду                                                                                                | 15 травня 1941 | 15 травня 1941 |
| Введений до складу флоту                                                                                     | 10 липня 1941 | 10 липня 1941 |
| На службі | 1941—1942 | 1941—1942 |
| Загибель | Після 6 серпня 1942 року зник безвісти в Біскайській затоці                                                        | Після 6 серпня 1942 року зник безвісти в Біскайській затоці                                                        |
| Сучасний статус                                                                                              | затоплений | затоплений |
| Бойовий досвід                                                                                               | Друга світова війна Битва за Атлантику                                                                             | Друга світова війна Битва за Атлантику                                                                             |
| Проєкт | | |
| Тип ПЧ | середній торпедний ДПЧ                                                                                             | середній торпедний ДПЧ                                                                                             |
| Вартість | 4 714 000 ℛℳ | 4 714 000 ℛℳ |
| Основні характеристики                                                                                       | | |
| Швидкість (надводна)                                                                                         | 17,9 вузла | 17,9 вузла |
| Швидкість (підводна)                                                                                         | 8 вузлів | 8 вузлів |
| Робоча глибина занурення                                                                                     | 100 м | 100 м |
| Гранична глибина занурення                                                                                   | 220 м | 220 м |
| Автономність плавання                                                                                        | 135—174 км на швидкості 4 вузли (в підводному положенні) 11 470 км на швидкості 10 вузлів (у надводному положенні) | 135—174 км на швидкості 4 вузли (в підводному положенні) 11 470 км на швидкості 10 вузлів (у надводному положенні) |
| Екіпаж | 44—60 осіб | 44—60 осіб |
| Розміри | | |
| Довжина найбільша (по КВЛ)                                                                                   | 67,1 м | 67,1 м |
| Ширина корпусу найб.                                                                                         | 6,2 м | 6,2 м |
| Висота | 9,6 м | 9,6 м |
| Середня осадка (по КВЛ)                                                                                      | 4,74 м | 4,74 м |
| Водотоннажність надводна                                                                                     | 769 т | 769 т |
| Силова установка                                                                                             | | |
| дизель-електрична; 2 дизельних двигуни MAN M 6 V 40/46, 2 електродвигуни Siemens-Schuckert-Werke GU 343/38-8 | | |
| Гвинти | 2 | 2 |
| Потужність                                                                                                   | 2800—3200 к.с. (дизелі) 750 к.с. (електродвигуни)                                                                  | 2800—3200 к.с. (дизелі) 750 к.с. (електродвигуни)                                                                  |
| Озброєння | | |
| Артилерія | 1 × 88-мм палубна гармата SK C/35                                                                                  | 1 × 88-мм палубна гармата SK C/35                                                                                  |
| Торпедно- мінне озброєння                                                                                    | 4 носових і один кормовий ТА 14 торпед або 26 мін TMA                                                              | 4 носових і один кормовий ТА 14 торпед або 26 мін TMA                                                              |
| ППО | 1 × 37-мм зенітна гармата Flak M42 2 × 20-мм зенітні гармати FlaK 30                                               | 1 × 37-мм зенітна гармата Flak M42 2 × 20-мм зенітні гармати FlaK 30                                               |

U-578 — німецький середній підводний човен типу VIIC, що входив до складу Військово-морських сил Третього Рейху за часів Другої світової війни. Закладений 1 серпня 1940 року на верфі № 554 компанії Blohm + Voss у Гамбурзі. Спущений на воду 15 травня 1941 року. 10 липня 1941 року корабель увійшов до складу 5-ї навчальної флотилії ПЧ ВМС нацистської Німеччини. Єдиним командиром підводного човна був фрегаттен-капітан Ернст-Август Ревінкель.

## Історія
U-578 належав до німецьких підводних човнів типу VIIC, найчисельнішого типу субмарин Третього Рейху, яких випущено 703 одиниці. Службу розпочав у складі 5-ї навчальної флотилії ПЧ. 1 вересня 1941 року продовжив службу в бойовому складі 7-ї флотилії ПЧ.
З листопада 1941 до серпня 1942 року U-578 здійснив 11 бойових походів в Атлантичний океан, в яких провів 454 дні. За цей час човен потопив 4 транспортні судна, сумарною водотоннажністю 23 635 GRT і один військовий корабель (1090 тонн).
Під час п'ятого бойового походу в Північну Атлантику, після 6 серпня 1942 року, U-578 вважається зниклим безвісти з усім своїм екіпажем у 49 осіб у Біскайській затоці.

## Перелік уражених U-578 суден у бойових походах
| №                                                               | Дата            | Командир ПЧ                     | Назва           | Тип                   | Належність                 | Водотоннажність (брт) | Вантаж | Конвой       | Результат та координати                                                | Наслідки атаки для екіпажу      | Прим.                             |
| --------------------------------------------------------------- | --------------- | ------------------------------- | --------------- | --------------------- | -------------------------- | --------------------- | --- | ------------ | ---------------------------------------------------------------------- | ------------------------------- | --------------------------------- |
| Третій похід (03.02—25.03.1942, 51 доба; Сен-Назер—Сен-Назер)   |                 |                                 |                 |                       |                            |                       | |              |                                                                        |                                 |                                   |
| 1                                                               | 27 лютого 1942  | Korvkpt. Ернст-Август Ревінкель | R.P. Resor      | танкер                | США                        | 7 451                 | 105 025 барелів мазуту Bunker C                                                                              |              | потоплений 39°47′ пн. ш. 73°26′ зх. д. / 39.783° пн. ш. 73.433° зх. д. | 50 (48 загинули та 2 вижили)    |                                   |
| 2                                                               | 28 лютого 1942  | Korvkpt. Ернст-Август Ревінкель | «Джейкоб Джонс» | ескадрений міноносець | Військово-морські сили США | 1 090                 | |              | потоплений 38°37′ пн. ш. 74°32′ зх. д. / 38.617° пн. ш. 74.533° зх. д. | 149 (138 загинули та 11 вижили) | ескадрений міноносець типу «Вікс» |
| 3                                                               | 12 березня 1942 | Korvkpt. Ернст-Август Ревінкель | Ingerto         | суховантажне судно    | Норвегія                   | 3 089                 | баласт | Конвой ON 70 | потоплено 41°33′ пн. ш. 51°02′ зх. д. / 41.550° пн. ш. 51.033° зх. д.  | 32 (усі загинули)               |                                   |
| Четвертий похід (07.05—03.07.1942, 58 діб; Сен-Назер—Сен-Назер) |                 | Korvkpt. Ернст-Август Ревінкель |                 |                       |                            |                       | |              |                                                                        |                                 |                                   |
| 4                                                               | 2 червня 1942   | Korvkpt. Ернст-Август Ревінкель | Polyphemus      | суховантажне судно    | Нідерланди                 | 6 269                 | 5936 тонн пшениці та 790 тонн вовни                                                                          |              | потоплено 38°12′ пн. ш. 63°22′ зх. д. / 38.200° пн. ш. 63.367° зх. д.  | 77 (15 загинули та 62 вижили)   |                                   |
| 5                                                               | 27 травня 1942  | Korvkpt. Ернст-Август Ревінкель | Polyphemus      | суховантажне судно    | Норвегія                   | 6 826                 | Генеральний вантаж, включаючи 48 000 мішків кави, 1000 тюків шарпини, 1138 літрів соняшникової олії та шкіри |              | потоплено 39°25′ пн. ш. 69°50′ зх. д. / 39.417° пн. ш. 69.833° зх. д.  | 47 (4 загинули та 43 вижили)    |                                   |